# Eutichurus ferox
Espèce
Eutichurus ferox est une espèce d'araignées aranéomorphes de la famille des Cheiracanthiidae.

## Distribution
Cette espèce est endémique d'Équateur. Elle se rencontre dans les provinces de Loja et d'Azuay.

## Description
Le mâle décrit par Bonaldo en 1994 mesure 20,00 mm et la femelle 21,30 mm.

## Publication originale
- Simon, 1897 : Études arachnologiques. 27e Mémoire. XLII. Descriptions d'espèces nouvelles de l'ordre des Araneae. Annales de la Société entomologique de France, vol. 65, p. 465-510 (texte intégral).